# جي. تي. روبرتس
جي. تي. روبرتس (بالإنجليزية: J. T. Roberts)‏ هو مدرب كرة قدم ولاعب كرة قدم أمريكي في مركز الوسط، ولد في 8 يناير 1975 في الولايات المتحدة. لعب مع Cincinnati Riverhawks ‏.